# Ливади (дем Пидна-Колиндрос)
Ливади или Вулчища (на гръцки: Λιβάδι, катаревуса Λιβάδιον, Ливадион, до 1953 година Βούλτιστα, Вултиста или Βουλιστά, Вулиста) е село в Егейска Македония, Гърция, дем Пидна-Колиндрос в административна област Централна Македония.

## География
Селото е на 195 m надморска височина  северозападно от Колиндрос (Колиндър) и югозападно от Мелики. Край селото е манастирът „Свети Илия“.

## История

### В Османската империя
В XIX век Вълчища е село Берската каза на Османската империя. Александър Синве („Les Grecs de l’Empire Ottoman. Etude Statistique et Ethnographique“) в 1878 година пише, че във Вълчища (Valtista), Китроска епархия, живеят 150 гърци. Според Васил Кънчов („Македония. Етнография и статистика“) в 1900 година Вълчица е село в Берска каза и в него живеят 42 гърци християни.
По данни на секретаря на Българската екзархия Димитър Мишев („La Macédoine et sa Population Chrétienne“) в 1905 година във Вилчица (Viltchitza) живеят 35 гърци.

### В Гърция
През Балканската война в 1912 година в селото влизат гръцки части и след Междусъюзническата в 1913 година Вълчища остава в Гърция. В 1953 година селото е прекръстено на Ливади.
Населението произвежда жито и се занимава частично и със скотовъдство.
| Година    | 1913 | 1920 | 1928 | 1940 | 1951 | 1961 | 1971 | 1981 | 1991 | 2001 | 2011 | 2021 |
| --------- | ---- | ---- | ---- | ---- | ---- | ---- | ---- | ---- | ---- | ---- | ---- | ---- |
| Население | 103  | 106  | 150  | 173  | 191  | 315  | 309  | 301  | 243  | 307  | 235  | 183  |